# Edison Records

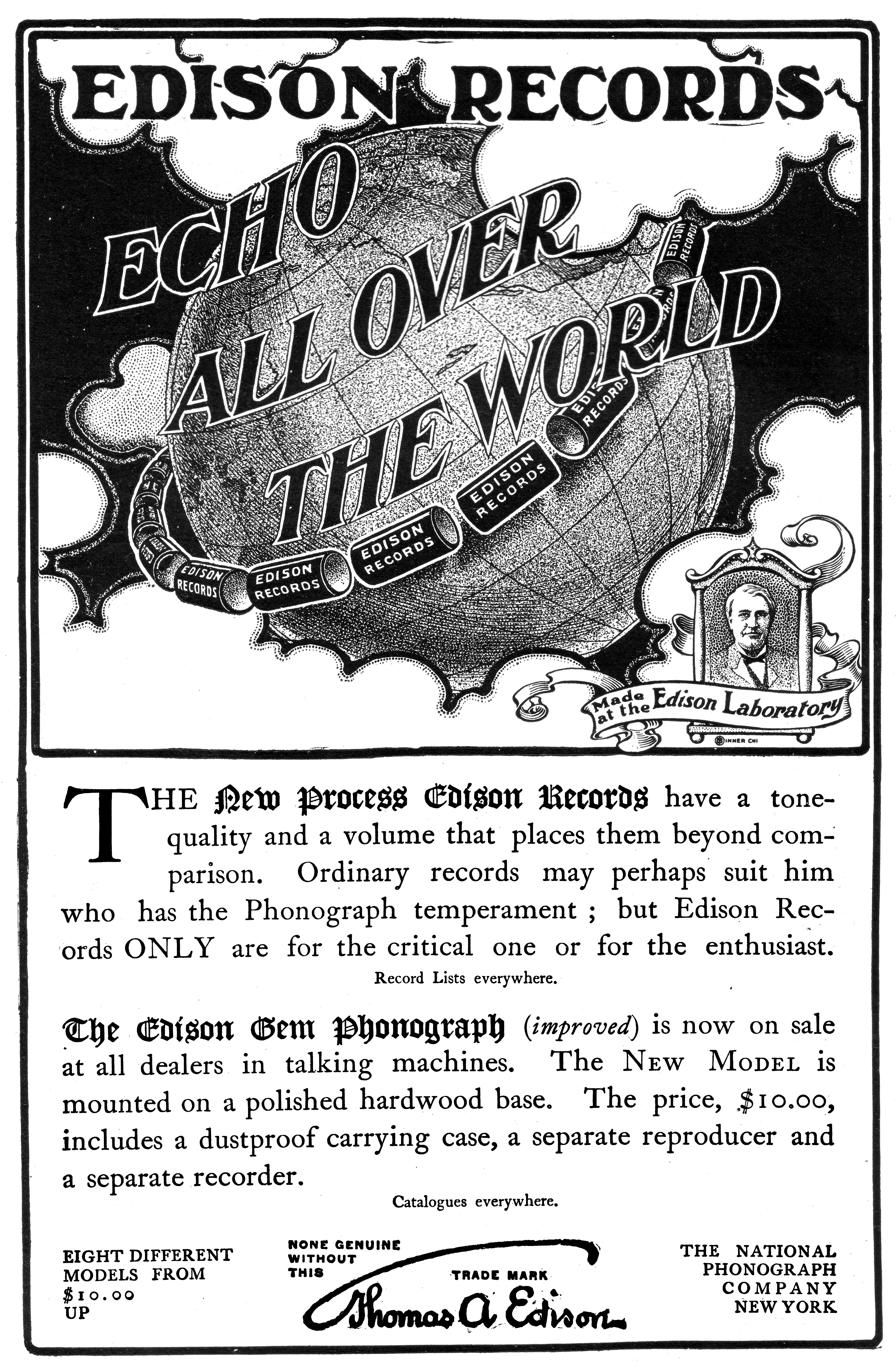
Anzeige (1900)

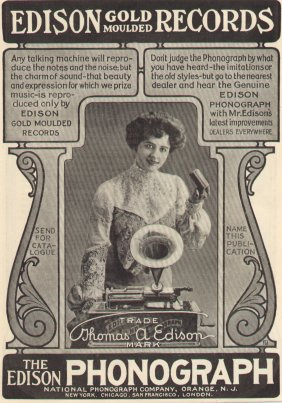
Anzeige (1903)

Edison Records war eines der ersten Musiklabel. 1888 wurde von Thomas Alva Edison die „Edison Phonograph Company“ gegründet, die Phonographen als Abspielgerät sowie Wachswalzen als Tonträger verkaufte. 1896 gründete Edison die „National Phonograph Company“, die 1911 in die „Thomas A. Edison, Inc.“ überging. Die National Phonograph Company verwendete erstmals die Bezeichnung „Edison Records“ für bespielte Wachswalzen.
1902 führte Edison ein Verfahren zur Vervielfältigung bespielter Wachswalzen ein; bis dahin war jede Walze individuell aufgenommen worden, wobei pro Live-Einspielung mehrere Geräte parallel aufnahmen. Ab 1912 wurden Wachswalzen durch härtere Zelluloidwalzen (Blue Amberol Records) ersetzt.

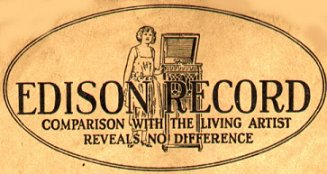
Logo von Edison Records auf der Hülle einer Edison Disc

Ebenfalls ab 1912 bot die Firma auch Schallplatten in einem eigenen Format namens Diamond Disc an, um dem Erfolg des konkurrierenden Grammofons entgegenzuwirken. Allerdings brauchte man dafür ein eigenes, teures Abspielgerät, daher konnte sich die Technologie nicht durchsetzen. 1929 gab die Firma das Geschäft mit Walzen und Schallplatten auf.